# Linowsee-Dutzendsee
Linowsee-Dutzendsee este o arie protejată (arie specială de conservare — SAC, sit de importanță comunitară — SCI) din Germania întinsă pe o suprafață de 60 ha, integral pe uscat.

## Localizare
Centrul sitului Linowsee-Dutzendsee este situat la coordonatele 52°12′04″N 13°50′40″E / 52.2011°N 13.8444°E.

## Înființare
Situl Linowsee-Dutzendsee a fost declarat sit de importanță comunitară în septembrie 2000 pentru a proteja 2 specii de animale. Situl a fost protejat și ca arie specială de conservare în iunie 2016.

## Biodiversitate
Situată în ecoregiunea continentală, aria protejată conține 4 habitate naturale: Lacuri eutrofice naturale cu vegetație de tip Magnopotamion sau Hydrocharition, Liziere de ierburi înalte hidrofile de câmpie și de nivel montan până la alpin, Mlaștini calcaroase cu Cladium mariscus și specii de Caricion davallianae, Mlaștini împădurite.
La baza desemnării sitului se află mai multe specii protejate:
- mamifere (1): vidră de râu (Lutra lutra)
- pești (1): boarță (Rhodeus sericeus amarus)

Pe lângă speciile protejate, pe teritoriul sitului au mai fost identificate 4 specii de plante.